# Ballshi
Ballshi (Ballsh), sjedište južnoga albanskog Mallakastrskog distrikta. Grad okružuju polja bogata naftom i naftne crpke izgrađene u doba komunističke vlasti. Samo dio tih crpki radi i danas, ali u gradu djeluje rafinerija. Za vrijeme bugarske vlasti grad je nazvan "Glavinitsa". Nalazi se blizu antičkog grada Byllisa. Klima je mediteranska. Latinsko ime grada je Baletium. Provala Slavena u 6. i 7. stoljeću uzrokovala je razorenje Byllisa, dok je Ballsh izgrađen materijalom dovezenim iz Byllisa.